# アルプスの少女ハイジ (アニメ)
『アルプスの少女ハイジ』（アルプスのしょうじょハイジ）は、1974年1月6日から12月29日まで、フジテレビ系列で毎週日曜19:30 - 20:00（JST）に全52話が放送された、ズイヨー映像制作のテレビアニメ。「カルピスまんが劇場」の第6作目に当たる。
本項目では、本放送終了後に公開されたダイジェスト版映画や派生作品などについても併せて取り扱うものとする。

## 概要
原作は、スイスの作家ヨハンナ・スピリによる小説『ハイジ』で、この小説を少年期から愛読していた高橋茂人は、長じて本作品を創るために会社を興したという経緯があった。
高橋は本作品を制作するに当たって、それまでのアニメーションにあったギャグやアクションなどを排し、スイスやドイツの風景と日常生活を児童文学調に表現することを目指した。また、スイス及びドイツにおける現地調査に主要スタッフとなる高畑勲、宮崎駿、小田部羊一及び中島順三を派遣しており、その成果は作品作りに生かされた。当初から国外への販売が企図され、1976年のスペインを皮切りに20を超える言語に翻訳、欧州をはじめ多くの国で放送された。本作品の熱狂的ファンを自称する池田香代子が、知り合いのドイツ人のおじさんに「これが日本で制作された作品だとは思わなかった」と言われたと後に語っている。本作品以降も、世界名作劇場では制作前の海外現地調査が行われることになる。
1975年半ばに創業した日本アニメーションは、ズイヨー映像から設備とスタッフや、当時製作中だった数作品の諸権利を引き継いだが、本作品の著作権や商標権は瑞鷹エンタープライズ株式会社に残り、現在は同社の後継会社である株式会社瑞鷹が保有し、関連会社の株式会社サンクリエートが管理している。
2010年に版権窓口の株式会社サンクリエートは、8月12日を「アルプスの少女ハイジの日（ハイジの日）」とし、一般社団法人日本記念日協会に登録した。

## あらすじ
1歳で両親を亡くし、5歳になるまで母方の叔母のデーテに育てられたハイジは、デーテの仕事の都合で、アルム（高原の放牧地）の山小屋にひとりで住んでいる、父方の実の祖父であるおじいさん（アルムおんじ）に預けられることになる。過去に過ちを犯したおじいさんは信仰に背を向け他者との繋がりを断っていたがハイジを受け入れる。ヤギ飼いの少年ペーター、ペーターのおばあさんなどの人々、子ヤギのユキちゃん、おじいさんが飼っている犬のヨーゼフやヤギのシロ・クマ、樅の木を初めとした、大自然に生きる動植物達。厳しくも優しく、懐の深さを感じさせるアルプスの大自然。何より、共に暮らすおじいさんを通じ、ハイジは様々なことを知り、学び、健やかに育っていく。
だが、ハイジが8歳になったある春の日、デーテが再び山を訪れ、ハイジをフランクフルトの貿易商・ゼーゼマン家に連れていくと言う。デーテに騙されフランクフルトへ向かってしまったハイジ。ペーターやペーターのおばあさんは悲痛な声をあげるが、おじいさんにはどうすることも出来なかった。
フランクフルトでハイジを待っていたのは、足が不自由で体の弱い少女・クララとゼーゼマン家の人々であった。執事のロッテンマイヤーはハイジを愛称でなく本名のアーデルハイドと呼び、厳しいしつけをし、家庭教師をつけてドイツ語などの教育を施す。山暮らしの身ゆえに礼儀作法や行儀が身についておらず、何かと騒ぎの火種となる彼女を嫌悪し、厳しく冷たい態度で接する。クララやゼーゼマン（クララの父）、おばあさま（クララの祖母）、クララの主治医、使用人のセバスチャンなど、心の支えはあったものの、ハイジはフランクフルトでの生活に馴染むことができずに懐かしい山での暮らしと親しい人々への思慕を募らせる。更に、ロッテンマイヤーにクララを心配させるなという理由で山の話題を口に出すことはおろか、回想することすらも禁じられ、辛い胸の内を誰にも打ち明けられないまま心を押し殺すようになっていく。やがてハイジは極度のホームシックと度重なる心労から夢遊病を患ってしまう。ハイジを診断したクララの主治医は、ただちにハイジをアルムへ帰す様に指示する。ハイジとの別れを恐れていたクララは父に説得されたことで自分のわがままがハイジを苦しめていたことを理解し、ハイジの帰郷を受け容れる代わりに来年の春にハイジに会うためにアルプスに行くという約束を交わし、ハイジにも必ず会いに行くと約束を交わして別れた。クララとの別れを悲しみつつ念願の帰郷を果たして懐かしい人々と再会したハイジは、豊かなアルプスの自然の中で徐々に回復していく。
アルムの生活ですっかり元気になったハイジのもとへ、クララからの手紙が届く。クララが父と約束したハイジとの再会のためのアルム行きがなかなか叶わない、早く会いたいという内容だった。過酷な環境にクララが耐えられるかどうかを確かめに来たクララの主治医は、ハイジの必死の説得により山の中の不便な環境の中でクララが意欲を持って過ごすことこそが回復に繋がるのだと悟りクララの訪問を許可する。こうして、ついにクララが山へやってくることになり、ハイジとクララは再会を喜び合う。自然豊かなアルプスでの生活の中で明るさと健康を徐々に取り戻してきたクララは、近寄ってくる牛に驚いて無意識の内に立ち上がった一件を機に、ハイジとおじいさん、様子を見にやってきていたおばあさまに促され、自分の足で立って歩く練習を始めることを決心するが、バランスを崩して転んでしまったショック、本当に足が治るのかもわからない不安と恐れから弱音を吐いてしまう。ハイジに叱咤されて突き放されたクララは後を追うと必死で立ち上がろうとし、ついに自分自身の意思で立ち上がることに成功する。ハイジ、ペーター、おじいさんは心からクララを祝福し、手紙を受け取って村から様子を見に戻ってきたおばあさまもクララが自分の足で立ち上がる様を見て涙と共に喜んだ。その翌日、滞在を終えてフランクフルトに戻ることになったクララはハイジたちに別れを告げ、来年の春にまた必ず来ることを約束して帰っていった。
クララとの別れからしばらくの後、クララからの手紙を受け取り、彼女が来る日に向けて懸命にリハビリに励んでいることを知ったハイジとペーターは、再会の日を待ちわびながらアルプスの冬の日々を過ごすのだった。

## 原作との相違点
監督の高畑勲が、原作からの最大の変更点として挙げているのはペーターの扱いである。原作では意志薄弱でハイジに従属する存在として描かれている。スピリ作品の少年少女たちは多くの場合で女性優位の構図が見られるが、本作品において高畑は男性優位の秩序を復活させる試みをしている。
また本作品の制作にあたり、後述の通り原作のキリスト教色も極力排除しているが、全体では尊重しており、原作の宗教性が換骨奪胎され、自然礼賛という新しい宗教性が始まっていると見なされることもできる。ジャン＝ミシェル・ヴィスメールによれば、自然礼賛と「神道の伝統」に結びつけたともいい、アニメには「かわいい」という価値観を加えている。
排除・変更した細かなエピソード
- 原作では「信仰の大切さ」が最大のテーマとなっているが、本作品では宗教（キリスト教）色を極力排除してある[6]。これは将来の非キリスト教国への輸出を見越したものであるとされる。
  - クララのおばあさまは、原作ではハイジに聖書を読むことや毎日のお祈りを推奨するなどしているが、本作品ではこれらの描写はほとんど省略されている。
  - 原作ではハイジもその影響で熱心なキリスト教徒になり、おんじに「神の元」に帰ることを勧める。おんじも遂に涙を流して神に対して過去を悔い改め、村人とも和解する[6]。おんじの多くの不幸は神と対立したことが原因と作中では結論付けられている。対して本作品では、「ハイジの存在」こそがおんじの変化の最大の理由として描写されている。
  - 原作ではフランクフルトでハイジがいくら神に「山に帰りたい」と祈っても、それが叶えられないことを理由にお祈りを中止するエピソードがあり、クララのおばあさまが、「神はハイジを今すぐ山に帰すよりも、しばらくフランクフルトに滞在させたあとで山に帰すほうが、ハイジにとってずっと良い」と考えているからと諭して信仰の継続を約束させ、結果的にすべてがその通りになる。このくだりも本作品ではほぼ排除されている。
- 原作では終盤に、ペーターにとって山で唯一の友人であるハイジが、クララの滞在中はペーターと山の牧場に行く時間がなくなったために、「クララはハイジを自分から奪った」と考えたペーターが、クララをフランクフルトに帰すことを企んで車椅子を壊している[6]。本作品でも車椅子が壊れるエピソードは存在するが、「ペーターはそんなことをしない」と高畑勲の指摘があり、練習中に転んだ時の恐怖心から再び車椅子に頼ろうと考えたクララが車椅子を外に出そうとした拍子に誤って壊す」という展開に改変されている[17]。
- 原作にあるお医者さまとの同居のエピソードも本作品ではカットされ、お医者様がおんじ亡き後にハイジの後見人になることを、おんじに約束するなどのエピソードも、本作品では直接的な表現を避けている。
- 原作ではセバスチャンが執事で、ロッテンマイヤーはその下の家政婦長であるが、本作品ではロッテンマイヤーが執事で、セバスチャンは使用人の一人となっている。
- 原作ではアルムの山にロッテンマイヤーがクララと一緒に付いて行かず、代わりにクララのおばあさまが最初から付いてくる[6]。ロッテンマイヤーは現地事前調査を行ったセバスチャンから「山はケダモノだらけ」と脅されたために行かなかったことになっている。本作品では当初ロッテンマイヤーが同行し、途中でおばあさまと交代する。また、山においてロッテンマイヤーは道化役も演じている。
- 原作ではクララたちがアルムの山に訪ねに行く前に、ラガーツの温泉で6週間ほど療養している。本作品でもラガーツの温泉地に行っているが、療養期間については特に言及されていない。
- 原作における、乱暴なヤギに対して付けられた「トルコ人」という名前は、特定民族に対する偏見的な名前であるため「アバレンボウ」に変更されている。

追加された主なエピソード
- ヨーゼフなどのオリジナルキャラクター[6]。
- ヒワの雛ピッチーのエピソード[6]。
- 子ヤギのユキが殺されかけるエピソード。
- ユキの成長と、ユキやシロの子ヤギの誕生。
- ソリ滑りの大会のエピソード[6]。
- ハイジ、クララ、ペーターの3人が、子供だけで牧場へ出かけるエピソード。
- クララのおばあさまが開くパーティー。
- クララが立てるようになるまでのエピソード。
- 最終回のクララがハイジにあてた手紙

## 登場人物

### アルムの山の住人
ハイジ（Heidi）
声 - 杉山佳寿子
本作品の主人公。5歳→8歳。父はトビアス、母はアーデルハイト。本名（洗礼名）は母と同じアーデルハイト（Adelheid）。ハイジは末尾の -heid から来た愛称。小田部羊一は、長いおさげ髪の少女にしようとしていたが、現地調査の際に「誰が結うのか」と指摘され、短い髪の少女に改めた。また、高畑勲の要望で表情に「強さ」が加えられ、日本的なかわいい少女像とは異なるものとなった。高橋茂人と池田香代子は後年、西ゴート族の末裔のように描いたことがスペインでの高視聴率に繋がったと分析している。
明るく利発で機転が利くが、正しいと思ったらきかない性質は祖父のアルムおんじ譲り。また、他人の喜びや悲しみ、辛さを共感出来る、心優しい子。ペーターの母・ブリギッテによると、ハイジの容姿は「お母さんのアーデルハイドみたいでキレイだけど、目が黒くて、髪が縮れてるところなんか、お父さんのトビアスやアルムおんじにそっくり」と言う。冬場やフランクフルト滞在時を除き、普段は裸足で過ごしている。
スイスのグラウビュンデン州マイエンフェルトの近くのデルフリ村（架空）で生まれる。1歳で両親と死別し、母方の叔母デーテに引き取られた。5歳のとき、デーテの就職のため、デルフリ村に程近いアルムの山小屋に住む父方の祖父アルムおんじに預けられる。8歳のとき、デーテに騙され無理やりフランクフルトのゼーゼマン家へ連れていかれ、クララと友人になる。しかし元々アルムの山を離れるつもりがなかったことに加え、厳しい躾が原因でホームシックからの夢遊病を発症し、療養のためアルムの山へ帰された。

アルムおんじ（Alm-Öhi）
声 - 宮内幸平
ハイジの父方の祖父でトビアスの実父。「アルム」は高原の放牧地、「おんじ」はおじさんを意味し、すなわち「アルムおんじ」とは「高原放牧地のおじさん」と言うあだ名であり、本名は原作を含め言及されていない。デーテが「おじさん」と呼んでいるのは、姉の義父のため。小田部羊一は、現地調査の際にモデルとなる人物を見付けられず、たまたま土産物屋にあった木彫り人形からイメージを膨らませたという。
真っ白な髪と髭を蓄え背筋の伸びた体格の良い老爺。パイプ煙草やワインを時折嗜む。無愛想で気難しい性格で、ことあるごとに「あの、おんじが？」とデルフリ村の人々に囁かれる変わり者。村での評判を自身も理解しており、他人との交流を好まず、デルフリ村から程近いアルムの山小屋で一人で暮らし、ヤギ飼いのペーター以外は周りに人を寄せ付けないようにしていた。洞察力に優れ、クララが立ち上がって自力で歩ける可能性があると最初に見抜いた。教養もあり、ハイジは「おじいさんは間違ったことを言わない」と絶対の信頼を置き懐いている。
普段は山小屋附近で牧草を刈り、ヤギの乳でチーズを作り、薪を割り、商売用の木工細工の原料となる樫などを山から伐採して、食器を始め、あらゆる生活用品に加工している。そしてそれらを背負子に詰め、数日に1回の割合でデルフリ村へ降り、食料品や生活に必要な品物を購入・物々交換をするだけの日々であった。
「過去を忘れたがっている」ため謎が多く、作中で過去について語られる場面は少ないが、第1話では村人（バルベル）が「人を殺したこともあるらしい（からハイジを預けるのは止めた方がいい）」とデーテに言っている。かつてはデルフリ村で暮らしていたが、村を離れ山小屋で暮らし始めた理由は作中で触れられることはなかった。一方でデルフリ村在住当時の隣人だった牧師が「神や人々と仲直りしましょう」と、人間関係でトラブルがあったことを窺わせる台詞も残している。
70歳のときハイジと暮らし始める。初対面時からハイジの利発さを見抜いて可愛がり、孫娘との交流を通じて次第に優しい性格を取り戻していく。しかし当初はハイジがデルフリ村の人々と付き合うことを制限しており、デルフリ村の外れにあるペーターの家にさえ、最初はハイジを行かせたくなかったようである。就学年齢の8歳になったハイジを冬の間だけでも学校へ通わせるよう、かつて隣人であった牧師に説得されても、頑なに拒否した。そのため、ハイジがフランクフルトへ行った際は、ハイジがデーテに騙されたと知らず、ハイジに行く気がないと確信していたこともあり酷く落ち込んだ。しかし、フランクフルトから戻ったハイジがグリム童話を読むのを見て、ハイジが学校に通えるよう冬の間はデルフリ村で過ごす決意をする。村はずれの廃墟となっていた古い教会を改築して住居とし、徐々に村人との接触を持つようになった。
原作によると、グラウビュンデン州ドムレシュクの裕福な農家の生まれだが、傲慢で気性が荒い性格で素行が悪く、酒や賭博などの放蕩を尽くしたために全財産と家族を失い、ナポリで傭兵となってヨーロッパ中の戦場を渡り歩いた。傭兵時代に些細な喧嘩から人を殴り殺した、と噂されている。その後は軍を脱走し放浪の末グラウビュンデン州の女性と結婚、息子トビアスを授かるが、間もなく妻を失い、息子と共にデルフリ村で大工として暮らすようになる。やがて息子が村娘と結婚し孫ハイジが生まれるが、仕事中の事故で息子を失い、そのショックから息子の嫁も亡くす。これらの相次ぐ不幸はアルムおんじの不信心が原因だとデルフリ村の人々から責められ、村人との付き合いを断つべくデルフリ村に程近いアルムの山小屋へ移り住んだとされる。トビアス夫妻（ハイジの両親）の墓もデルフリ村にあるという。

デーテ（Dete）
声 - 中西妙子
ハイジの母方の叔母。ハイジの母アーデルハイドの実妹で年齢は28歳→31歳。独身。姪のハイジをアルムへ連れて行く前は、ハイジを知り合いに預けながらラガーツの温泉地に勤めていた。当時5歳だったハイジをアルムおんじに預けた後、フランクフルトにあるゼーゼマンの親戚の家で女中奉公をする。
ハイジがアルムで暮らして3年後、8歳になった頃にクララの遊び相手を探している話を聞き、執事ロッテンマイヤーと直々に会い、ハイジを連れてくることを約束する。ハイジを言葉巧みに騙しながら、無理矢理フランクフルトに連れ出す。変わり者のアルムおんじのところにハイジを長期間、預けていると言うリスクも感じ、ハイジをお金持ちの家で暮らさせることで豊かな生活もできるだろうという現実的な考え方を持つ。その際に体の弱いクララが亡くなり代わりにハイジがゼーゼマン家の養女になることなども期待していたようである。
「フランクフルトに行けばハイジは幸せになる」など自分の現実的な価値観を他人に押し付け、そのためであれば言葉を濁す（結果的に嘘を付いたことになる）など、アルムおんじとは性格が合わずに「もう二度と来るな」と怒らせ、デーテ自身も憤慨しながらデルフリ村に戻っている。
デルフリ村の人々と親しく、原作ではハイジの母アーデルハイドがデルフリ村の村娘と書かれており、彼女もデルフリ村の出身と考えられる。また、ハイジをフランクフルトに連れ出すときには叔母の家を訪問して1晩滞在している。

ペーター（Peter）
声 - 小原乃梨子 / 丸山裕子（代役・劇場版）
ハイジの友達でヤギ飼いの少年。2月生まれ。ハイジより6つ年上。アルムおんじからは主に「ヤギの大将」と呼ばれている。父親は登場しないが、同じくヤギ飼いであったと語っている。
春から秋にかけてはデルフリ村中のヤギをアルムの山の牧場へ連れて行き、ヤギを見張りながら昼寝などして過ごし、雪で山へ登れない冬の間だけ学校に通っている。そのため勉強は苦手だが、山の自然については熟知している。
性格は、はにかみやで食いしん坊。口下手で、自分の思っていることをうまく言葉で言い表せない。時にハイジに強い口調でやり込められたり、逆にハイジに厳しく言うこともある（特に山での行動について）が、口ゲンカを通じてお互いに信頼し合っている。山ではとっても頼もしく、鷹に襲われそうになったハイジと小鳥のピッチーを助けたり、崖から落ちそうになったハイジを命懸けで助けるなど、立派な面も多い。原作では山にハイジを訪ねてきたお医者様やクララに嫉妬するなど、人見知りの激しさがあったが、本作品ではよそ者に対しても非常に友好的で、人当たりのよい性格である。
おんじから道具の使い方を教わると木工細工の才能を発揮しソリのレースのとき、手作りのソリで他の生徒と同着ながらも一等を取る。クララがアルムに来たときにも、彼女を山の上の放牧場やお花畑へ連れていくため、頑丈な背負子を作った。

ブリギッテ (Brigitte)
声 - 坪井章子→近藤高子
ペーターの母親で、村人からは「ペーターのおかみ」と呼ばれているが、劇中でそのように呼ばれているシーンはほとんどない。物静かな女性で、ハイジのことが大好きである。他の村人同様、最初はアルムおんじを恐れていたが、家を修理してもらったことで理解者となる。目の見えないおばあさんといつも一緒にいるため、遠くへ出かけられない様子。若い時に学校へキチンと行けなかった事情があるのか、字は読めない。発音は、「ブリギッタ」となる場合もある。

おばあさん (Grosmutter)
声 - 島美弥子→沼波輝枝 / 中村紀子子（総集編）
ペーターの祖母。現在は眼が見えない。おんじがアルムへやってきた頃の、優しいアルムおんじを知っている数少ない人物の一人である。
アルムに来て間もないハイジに、家に遊びに来るようペーターに言付け、ハイジが来るのを楽しみにしていた。その後、初めてハイジが遊びに来たとき、おばあさんの「眼がみえないんだよ」との言葉の意味がハイジには分からず、どうしようもないと知ると大声をあげておばあさんにすがって泣いた。そんなハイジに対して、初対面にもかかわらずおばあさんは「お前は何て優しい子なんだろう」と、ハイジを大好きになった。以来ハイジをとても気に入っており、ハイジを一番の心の支えにしている。ハイジが遊びに来るのも楽しみだが、ハイジが語る山での生活あれこれ話を聞いたり、ペーターと鬼ごっこをして遊んでいる声が外から聞こえてくることなどに対して、ブリギッテと共に喜ぶ。反面、クララがアルプスにやってきたときは「ハイジを連れ戻しに来たんじゃないだろうねぇ」と悲しむなど、物事を悲観的に考えてしまう傾向がある。
目が見えなくなった現在も賛美歌の本を大事にしており、誰かに読んでもらいたいと思っているが、ペーターもブリギッテも読み書きが苦手で叶わずにいた。アルムを訪れたクララに賛美歌の本を読んでもらい、クララに「自分も人の役に立てる」ということを気付かせたが、おばあさん自身は気付いていない。

### ゼーゼマン家

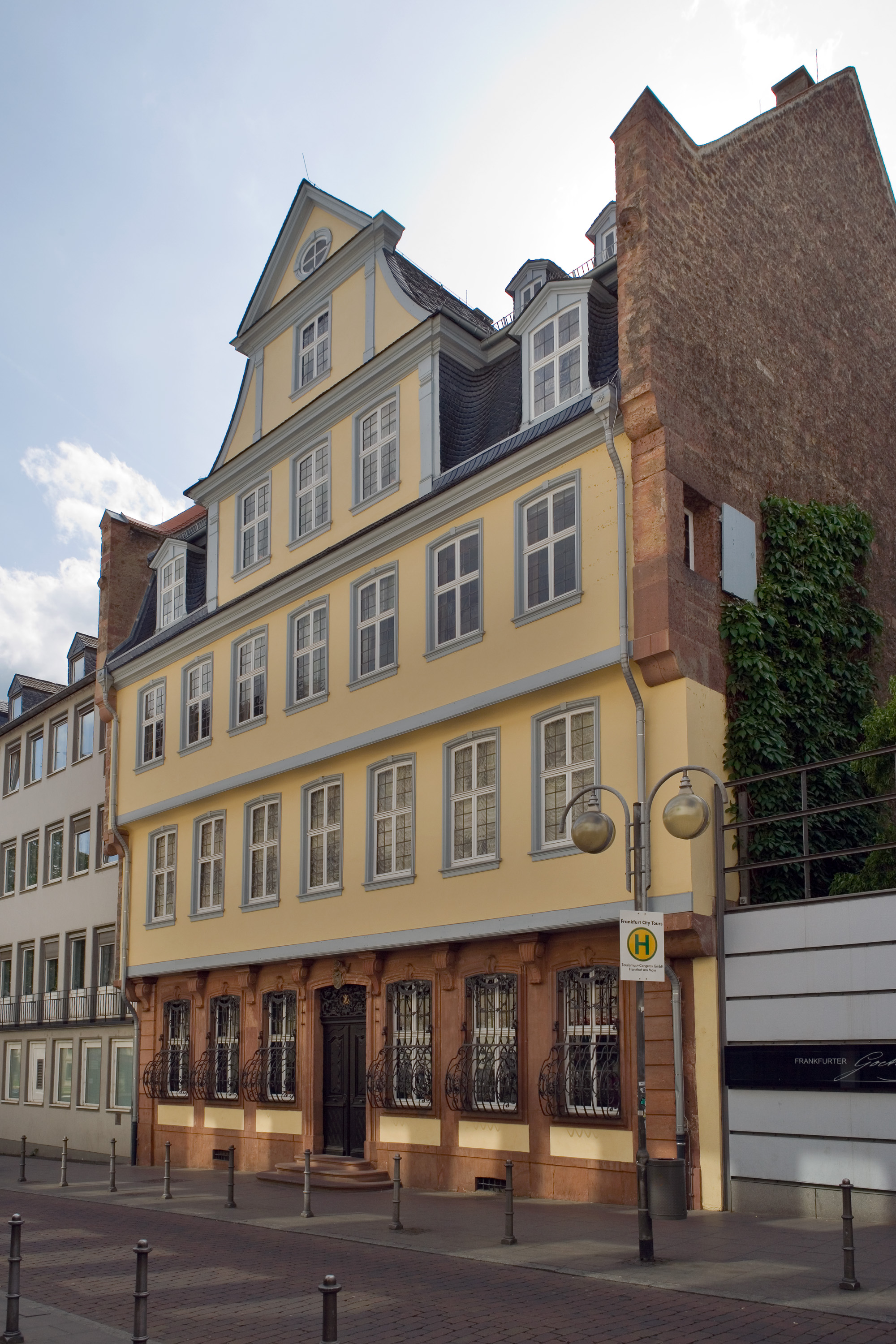
ゼーゼマン邸のモデルのひとつとされているゲーテの生家

クララ・ゼーゼマン（Klara Sesemann）
声 - 吉田理保子 / 潘恵子（劇場版）
ドイツ中西部のフランクフルトに住んでいるゼーゼマン家の一人娘で、ハイジより4つ年上。金髪碧眼。後頭部に水色の大きなリボンを結んでいる。身体が弱いため常に車椅子に乗り、外出することなく生活している。幼い頃に母親を亡くし父も仕事でいつも不在のため、家の中だけで家事使用人らの世話を受けて育ち、ハイジが来るまで同世代の友人はいなかった。従順で少し大人びた発言をすることもあるが、依存心があり、我がままを言って周囲の大人たちを困惑させる事が多い。
「体の弱いクララは屋敷の中で安静にしているべき」と考えるロッテンマイヤーの厳しい管理の下、屋敷の外の世界に興味を持たず、規則正しく退屈で孤独な毎日を送っていた。ハイジとの交流やハイジの起こす騒動を経て次第に意欲的になり、外への興味や関心が広がるが、ロッテンマイヤーはそのことを快く思っていない。またハイジがアルムへ帰りたがっていることを知っているが、唯一の友人であるハイジを失い孤独で退屈な日々に戻ることを恐れてもいる。後に父にハイジの帰郷を受け容れるように説得された際に、ハイジを留めおこうとする自分のわがままがハイジを病気にした原因の一端だった(彼女の我がままをロッテンマイヤーが真剣な要望として真に受けてしまったことも重なった)ことを理解し、ハイジの帰郷を受け容れて本人に謝罪している。
ハイジが帰郷した後、ハイジとの約束で訪れたアルムの山の大自然の中で、徐々に体力を取り戻し、ロッテンマイヤーが愕く程の食欲を見せるなど、徐々に健康になって行く。ついにはクララを訪ねてきた祖母と二人きりの時に大きな牛に接近され、恐怖で無意識に自力で立ち上がる。その後、アルムおんじに見守られるなか、ハイジやペーターの手助けで歩く練習を始め、最終回では短時間ながらも自力で歩くことに成功、フランクフルトの屋敷に戻ってからはロッテンマイヤーの指導の下、屋敷の階段を使ってのリハビリに悪戦苦闘しながらも「来年山に行く為にも、もっと長い時間歩けるようになりましょう」と励ましを受け、再びハイジたちと会うため、冬の間リハビリに専念することを改めて誓う。
なお、原作では肝油（ビタミンD欠乏によるくる病の予防薬として飲まれる）を飲む描写がある（本作品でも「苦い薬を飲まされる」と僅かに触れられている）。ビタミンDの欠乏は紫外線（日光）の照射不足が原因のひとつであり、全く外出しない彼女が病弱であることも、アルムの山で徐々に健康を回復することも、理に適っている。

ロッテンマイヤー（（Fräulein）Rottenmeier）
声 - 麻生美代子 / 京田尚子（劇場版）
ゼーゼマン家の執事である中年女性。原作では、ゼーゼマンの妻（クララの母）が亡くなった後に、ゼーゼマン家の家事一切を差配し、使用人を監督し、クララの教育係を務めている「ロッテンマイヤーさん（Fräulein Rottenmeier）」とある。ゼーゼマン家の中で唯一、ハイジを洗礼名（本名）のアーデルハイドと呼ぶ。アーデルハイドとはハイジの実母の名で、洗礼名を問われた際に叔母のデーテが伝えたものである。ハイジのことを、他の使用人たちにお嬢様と呼ばせていた理由は、単にクララの遊び相手だからではなく、ハイジのゼーゼマン家における地位はロッテンマイヤーと同じ程度だからである。
髪型は常に夜会巻きで、鼻眼鏡をかけている。家事一切を取り仕切り、大富豪の執事に足る教養を持つ。杓子定規で頭が固く、融通がきかないため、形式に沿わぬことや大騒ぎなどが大嫌い。そのため気さくなおばあさまとは気が合わず、他の使用人たちからの人望もいまひとつで、自由奔放なハイジとの相性は最悪と言える。決して悪人ではないのだが、生活の秩序を守ることや体の弱いクララを第一に考えているため、ハイジへの思い遣りに欠ける面がある。またクララの体が“これ以上悪くならない”ことばかりを考え、クララに無理をさせまいとしてきたため、それがクララの意欲を削いでいたことにも気づいていない。大の動物嫌いで、屋敷を抜け出したハイジが拾ってきた子猫に飛び掛かられて気絶するほどである。アルムを訪ねた時は、ヤギ達やヨーゼフを「けだもの」呼ばわりし、引っ掻き回されハラハラの連続だった。なお原作では、クララと一緒にアルムの山へは行かなかった。
淑女然としてはいるものの、ハイジがネズミや猫を連れてきたりした時や、オルガン弾きが連れていたカメを見た時などは驚異的な運動神経を発揮し、一飛びで椅子やテーブルに飛び乗るなど、なかなかの行動を見せてくれる。
学校に通っておらず礼儀作法を知らないハイジを、ゼーゼマン家に相応しい秩序ある人物にすべく、粘り強く厳格に教育する。しかし、性格面でのそりの合わなさもあって、過剰なまでの厳格さがハイジの心を追い詰めてしまっていることに自覚がなく、ハイジが山に帰ってしまうことを危惧するクララを慮るあまり、ハイジに「山の話題を一切口に出してもいけないし、思い出してもいけない」という過酷な命令を下した結果、ハイジを心の病に追い込んでしまった。この仕打ちについてはセバスチャンら他の使用人たちだけでなく、優しく温厚なゼーゼマンをも怒らせてしまい、彼から普段の温厚さからは想像もつかないほどの激しい剣幕で叱責された。
ハイジがアルムへ戻った後、当初はクララが山に行くことを否定的に考えており、山でも屋敷と同じ生活をするように強要するなど相変わらずな態度であった。しかし山でクララが歩けるようになって以降は態度も軟化し、フランクフルトに戻ったクララのリハビリに厳しい態度で付き添いつつ穏やかに励ましの言葉をかける等、最終的にはクララの山行きに理解を示し、山に行くこと自体も好意的に考えるようになる。
余談だが、古い翻訳や舞台版では戦前の発音に基づき「ロッテンマイエル」と表記される場合がある。これはペーターを「ペーテル」と発音していたのと同様である。また阿川弘之の小説「犬と麻ちゃん」でも野村耕平が言及するシーンがあるが、古い翻訳等で「フロイライン　ロッテンマイエル」とある“フロイライン”は名前ではなく、未婚女性に対する敬称（英語の「Miss」に相当）であり、ファーストネームではない。また、フロイラインと呼ばれていることから、ロッテンマイヤーは未婚であることがわかる。

セバスチャン（Sebastian）
声 - 肝付兼太 / 加藤治（総集編）
ゼーゼマン家の使用人の中年男性。原作ではロッテンマイヤーではなく彼が執事とされている（ロッテンマイヤーはガヴァネス）。ドイツ語での発音はゼバスティァンに近い。
クララの身の回りの世話を全般的に行う。ハイジはセバスチャンを最初に見たとき「おじさん、ペーターに似ている」と話している。物分かりが良く、大らかな性格で、ハイジの良き理解者。ハイジの帰国時には仕事が忙しいデーテに代わってハイジをデルフリ村まで送ってくれた。デルフリでハイジと別れる際にも「山が嫌になったら、いつでもフランクフルトに帰ってきていいんですよ」と言う等、ハイジに対して、まるで父親が娘に接するような振る舞いを見せる。その為、ハイジにとってはおばあさまと並び、フランクフルト滞在時の心の支えとなった優しい人。ただし原作の方のセバスチャンは無条件に優しいだけではなく、用心深くて計算高い一面もある。ハイジが起こした騒動を利用してロッテンマイヤーをからかうシーンなどがある。

チネッテ（Tinette）
声 - つかせのりこ / 高山みなみ（総集編）
ゼーゼマン家の使用人の若い女性。ハイジが起こした騒動の後始末をすることが多く、そのためか無愛想でハイジに対して少々冷たいところがある。ロッテンマイヤーが所用でゼーゼマン家を空ける時、「あの婆さんがいなくてせいせいする」という言葉通り、どちらかというと彼女はロッテンマイヤーを嫌っている様子。ハイジの起こした大騒ぎでロッテンマイヤーが大慌てするのを見て、セバスチャンと一緒にほくそ笑んだり、ハイジに対するロッテンマイヤーの厳しすぎる躾を快く思わない素振りを見せる一面もあり、彼女自身は決してハイジが嫌いというわけではないようだ。また、タンバリンを上手にたたけるなど、音楽的素養も持ち合わせていたり、ロッテンマイヤー同様にネズミが嫌いのようだが、猫は大丈夫のようである。

ヨハン（Johann）
声 - 根本好章 / 千田光男（劇場版）
ゼーゼマン家の御者。白い口髭を生やした小太りの男性で、シルクハットをかぶっている。

ゼーゼマン（Herr Sesemann）
声 - 鈴木泰明
クララの父親。貿易の仕事で忙しく、パリに出かけているため滅多に家にはいない。そのためか、一人娘のクララを溺愛している。とても優しく、温厚で紳士的で、ハイジにもクララと同じ位に深い愛情を注いでおり、ハイジがホームシックと夢遊病を併発した時、その原因がロッテンマイヤーの厳しすぎる言いつけにあったことを知った際は珍しく激高し、ロッテンマイヤーに大喝を浴びせ叱責した。
ハイジがやってきてからの自宅内がうまくいっていないことを察し、実母であるクララのおばあさまをフランクフルトに呼び寄せる。ハイジがゼーゼマン家のあれこれを乱したから、という解釈ではなく、前々からロッテンマイヤーの少々行き過ぎた管理・躾などを是正するために、実母のおばあさまを呼び寄せたというのが実情と言える。
最終回で冬が近づいたためにクララを迎えに来たゼーゼマン家の一同の前でクララが自力で立ち上がり、短時間ながら歩いて見せた時には一同の中で最も驚き、かつ感動のあまり大号泣し、アルムおんじに感謝の言葉を述べた。
おばあさま (Großmama)
声 - 川路夏子 / 此島愛子（総集編） / 麻生美代子（劇場版）
クララの父方の祖母。とても気さくかつ聡明な老婦人で、ロッテンマイヤーをも軽くあしらう。ハイジに挿絵つきのグリム童話の本をプレゼントし本を読み聞かせることで、本への興味を持たせ、字の読み書きを自発的に学んでいけるようにした。また、ホームシックのハイジに気晴らしをさせようと、郊外の森に連れて行ったりと、フランクフルト滞在時のハイジにとって、一番の心の支えになった人物。
クララ曰く、高齢ながら別荘で仕事をしているとのこと。アルムの山でのクララの生活ぶり、アルムおんじのクララに対する考えに感銘を受け、おんじにアルムでのクララの滞在を任せる。ペーターにも信頼をおいている。
原作によると、ゼーゼマン家の財を築いた人物とされる。

お医者様（Classen）
声 - 根本好章 / 中庸助（総集編）
ゼーゼマンに“冷たい水”を頼まれたハイジが、街中へ冷たい井戸水を汲みに行ったときに偶然出会った老紳士。実はゼーゼマンの友人にしてクララの主治医で、名はクラッセンという。ゼーゼマン家で幽霊騒動が起きたときには科学者の立場で立ち会い、騒動はハイジのホームシックが原因であるとして、ハイジをアルムの山へ帰すよう指示した。普段はハイジやクララ、ゼーゼマンなどの意を汲む温厚で融通の利いた性格だが、ハイジがホームシックと夢遊病を併発しているとわかったとき、一日も早くハイジを（アルムへ）帰すべきと忠言し、ゼーゼマンの「ハイジを元気にしてから、山へ帰そう」との言葉には、「ホームシックは粉薬や丸薬で治る病気と違う」、「今すぐに山へ帰さないと、手遅れになってしまいかねない」と医師として毅然とした態度を示す。
クララの体を治すのは、内服薬だけではなく、不便なアルムで懸命に暮らそうというクララ自身の意欲も必要であるということに気付いた。また、クララが実際にアルムに行き一定期間過ごせるのかを直接確認する為にやってきた時には、アルプスの大自然の美しさ、たまたま出会って山小屋まで案内をしてくれたペーターの朴訥で優しい心、意見交換をして知ったおじいさんの考えや心などにより「ハイジがホームシックになるのも無理はない」と、お医者様自身の五感で感じたことを素直な表現で感銘を受けたシーンがある。このことは、クララがアルムにおいて長期滞在をし、自分の足で歩くことが可能であるかもしれないと確信に至る1つのきっかけを作った重要な場面となる。

家庭教師の先生
声 - 島田彰
クララの家庭教師。丸眼鏡に灰色の髪の中年男性で、一人で様々な科目をクララに教えている。ハイジが来てからは、並行してハイジにも勉強を教えることになるが、字の読み書きもできないハイジにクララと同じ内容を教えるよう、ロッテンマイヤーに指示され苦心する。
2010年代に制作された家庭教師のトライのテレビCMでは、この家庭教師に代わってオリジナルキャラクターの「トライさん」が登場している。

### その他
シュトラール (strahl)
声 - 峰恵研
デルフリ村の住民でユキの飼い主。短気でおんじに対しては誰よりも不仲だが、逆に睨まれて怯えるほど小心者な一面も持つ。ユキが少しも成長せず良い乳が出ないことからユキを殺処分しようとするが、それを知ったハイジは密かにユキをおんじの下に隠される。ユキが良い乳が出るようになってからは考えを改め、ハイジの懇願でユキへの殺処分を取り下げる。

デルフリ村の牧師
声 - 不詳→永井一郎
アルムおんじがデルフリ村在住当時の隣人だった教会の牧師。丸眼鏡に灰色（後に白髪）の初老男性。村人とは違っておんじを恨んでおらず、前述のトラブルのことから村人との和解やハイジを学校へ通わせることを勧めにおんじの下へ訪れるが、拒否されてしまう。

パン屋夫妻
声 - 峰恵研（店主）、山本圭子（妻）
アルムおんじが毎回買いに行ってたデルフリ村のパン屋の夫婦。おんじがいつも購入していたパン（黒パン）の量が変わっていたことに気づき、怒ったおんじはついに口論になり絶交を言い渡される。その後は既に和解しており、フランクフルトから帰ってきたハイジを一緒に村まで送って行くが、おんじ宛ての荷物を預けられることになる。

ストリートオルガンの少年
声 - 野沢雅子
フランクフルトの街中で手廻し式のストリートオルガンを演奏しており、ペットのカメを連れている。迷子のハイジを道案内する。クララの歓迎会にも参加している。

教会の塔守
声 - 水鳥鉄夫
フランクフルトにあるカタリーナ教会の塔を管理する塔守の老爺。アルムの山を懐かしがるハイジに懇願され、ハイジを塔に上らせた。しかし山が見えず落ち込むハイジを慰めようと、生まれたばかりの仔猫を贈った。
森の少年たち
声 - 山賀裕二、清水秀生
フランクフルトの郊外の森で遊んでいた少年たち。おばあさまの提案で出かけたピクニック先の森で知り合い、ハイジが「お陽さま」を取りに再度森へ出かけた際には、クララへの土産に蝶を集めた。
ナレーション
声 - 沢田敏子

## 登場動物
ヨーゼフ（Joseph）
アルムおんじの飼っている犬。本作品のオリジナル・キャラクターで、キャラクター・グッズの販売を目論んで創造された。フランクフルト編以外のほぼ全話に登場し、ヨーゼフの行動が主となる場面では専用のBGMが流れる。犬種はセント・バーナードとされるが、首周りにたてがみのような毛はない。
普段は昼寝ばかりして無愛想でマイペースだが、ペーターの代わりにヤギの番をしたり、崖から転落したハイジを自らの体をクッションにして受け止めるなど、いざというときにはとても頼りになる。好物はカタツムリ（食べるところを見たロッテンマイヤーが、酷く狼狽する場面がある）。
ハイジが興味を示す物に関心を持つのか、雪割草を掘り出してみたり、樅の木に降る雪がどんな音なのか耳を澄ませてみる仕草をする。また、ハイジ曰く、時々意味不明なことをするらしく、意味なく山小屋前の地面に穴を掘り続けたかと思いきや、穴を埋め戻すことなく澄ましていたりする。
ハイジがアルムにやってきたばかりの頃はその体格の大きさや、昼寝している最中に執拗に声をかけてきたハイジに突然吠えたこと、彼女の目の前でカタツムリを平然食べたことなどからあまり良く思われていなかったが、ハイジが家の中で保護していたひな鳥のピッチーを暖炉の火から守るために口にくわえて助けた一件で、ハイジから信頼をおかれるようになる。

ユキ（Schneehoppli）
ハイジが「ユキちゃん」と呼んでかわいがっている小柄のヤギ。乳の出等が云われるので小柄だが、子ヤギでは無く大人のヤギの筈である。アルムおんじへ預けられるために立ち寄ったデルフリ村で出会った、ハイジの最初の友達。飼い主はシュトラール。小柄で乳の出が悪かったために殺処分されそうになるが、ハイジとペーターの機転で何とか助かる。ハイジがフランクフルトに行っている間無事たくましく成長し、子供も生む（本作品独自の設定）。その後はこの子供が「ユキちゃん」、親は「ユキ」と呼ばれる。43話以降ユキは姿を見せなくなる。

シロ （Schwänli）
アルムおんじが飼っている白い方のヤギ。よく乳搾りされる。後にチーちゃんを産む。

クマ （Bärli）
アルムおんじが飼っている茶色い方のヤギ。滅多に乳搾りされるシーンは見られない。

チーちゃん
シロが産んだ子ヤギ。冬の間ハイジを学校に通わせることにしたアルムおんじが、デルフリ村で家を借りる資金にするために売ろうとしていたが、ハイジから必死に止められる。結局大家が渋い顔をしたため家は借りず、廃教会をペーターやハイジと一緒に改築し、そこへ移り住む形となったため、チーちゃんは売られなかった。クララが到着以来、ユキ（二代目）と一緒にいる時もあった。

アバレンボウ
飼い主はわからないが、特徴は他のヤギと違い毛並みが青黒っぽい点。他のヤギとの区別が一番しやすいヤギ。原作では「トルコ人」となっており、オスマン帝国とドイツ文化圏との争いの歴史を象徴した名前だが、前述の通り本作品の制作にあたって変更されている。

ペーターが飼っているヤギ
名称はない。原作では“Schnecke”、「カタツムリ」の意。頭から半身が黒の毛並みで、半身から後ろは白い毛並みである。

アトリ（Distelfink）
ぶち模様が特徴の子ヤギ。ユキちゃんと同じくらいの大きさだが、品種が違い成長速度が異なるため、ハイジがフランクフルトから帰ってきても、ユキちゃんと違いほとんど大きさは変わっていなかった。クララの話しによるとヤギの種類が異なるため（第43話）。飼い主の名前は不明なものの、子供がアトリを広場に連れてくるシーンがある。腕白な性格でしばしば群れを離れてトラブルを巻き起こす。

大角（おおつの）の旦那
アルムの放牧場近辺に現れる、野生のアルプスアイベックス。

かわいいの
アルムの放牧場近辺に現れる、野生のアルプスマーモットたち。

ピッチー
山で初めて嵐に遭った際、ハイジが木の下で拾ったヒワ鳥の雛。体全体は水色だが翼の内側は先端が藍色で脇側は黄色い。巣から落ちて弱っていたが、ハイジの世話で飛べるほどに回復する。しかしピッチーやその仲間は冬に南下する渡り鳥であり、秋も深まったある日、行方不明となる。ハイジは落ち込み懸命に探すが、アルムおんじから渡り鳥であることを知らされ、仲間と共に南へ渡ることこそがピッチーの幸せであると気づく。

クララが飼っている小鳥カナリア
ハイジが来る前からクララの部屋で飼われている黄色い小鳥。鳴き声から，カナリアである事が判る。ハイジが見つけた際、クララは「私の唯一のお友達」と紹介した。ハイジは「山へ帰りたがっている」と思い鳥かごから逃がすが、しばらく経つと鳥かごに戻っていた。小鳥が戻ったことを不思議に思うハイジに、クララは「小鳥は山を知らないから、山より鳥かごの中がいいのよ。でもね、ここには山にないものがあるわ」と諭すが、ハイジは「山より鳥かごの中がいいなんてことない」と、山を知らないクララにいつかアルムの山を見せることを決意する。

ミーちゃん
フランクフルト編のみ登場。
カタリーナ教会でネズミ捕り用に飼われている猫が産んだ白い仔猫。フランクフルトに来たばかりのハイジが教会を訪れた際、塔守から贈られた仔猫たちの一匹で、他の仔猫よりも先に貰い受けた。クララが初めて触れた動物でもある。他の仔猫はすぐロッテンマイヤーに見つかり捨てられたが、ミーちゃんだけは見つからずにセバスチャンの計らいで内緒で飼われることになる。ある日、出かけたはずのロッテンマイヤーが忘れ物を取りに戻ったことで存在がバレてしまい、結局捨てられた（その後は知り合いの家に貰われたことが、セバスチャンの台詞という形で言及されている）。

## スタッフ
- 企画 - 瑞鷹エンタープライズ
- 制作 - ズイヨー映像[21]、フジテレビ
- シリーズ構成 - 松木功[21]
- 音楽 - 渡辺岳夫[21]
- 場面設定・画面構成 - 宮崎駿[21]
- キャラクターデザイン・作画監督 - 小田部羊一[21]
- 演出 - 高畑勲[21]

- 美術監督 - 井岡雅宏
- 撮影監督 - 黒木敬七
- 録音監督 - 浦上靖夫
- 制作主任 - 松土隆二
- 制作デスク - 佐藤昭司、加藤良雄
- 担当プロデューサー - 中島順三
- プロデューサー - 高橋茂人

## 主題歌・挿入歌

### オープニングテーマ
「おしえて」
作詞 - 岸田衿子 / 作曲 - 渡辺岳夫 / 編曲 - 松山祐士 / 歌 - 伊集加代子&ネリー・シュワルツ（ヨーデル）
曲の始めに流れるホルンとハープの音色に続き、ヨーデルのコーラスに導かれて始まる。ハイジが大きなブランコで雄大なアルプスの山々を背景に漕いでいるシーンが出て来る。歌詞の中では、ハイジの日常生活での「なぜ、どうして」といった好奇心を、アルムの山で共に暮らすおじいさんに問いかける形の歌となっている。
録音は、日本での録音に、スイスで現地録音したヨーデルとアルペン・ホルンをミックス・ダウンするというものになっている。本作品の音楽ディレクターを担当した木村英俊は、当時の常識ではアニメ音楽のために、多額の費用をかけて海外録音をするというのは前代未聞だったと後に語っている。当時、主題歌を制作したコロムビア社の経理部長は、木村に対して「スイスに遊びにいくんだろう」と毒づき、海外録音の経費を出す事を拒否した。その為、木村は、自腹を切ってミキシング・エンジニアを連れてスイスに行かねばならなかった。このようないきさつを経ながらも完成した、この曲は後述の通り大ヒットを記録し、件の経理部長はその後、木村と「なんでも相談を聞いてもらえる関係」になったという。
主題歌のシングルは日本で120万枚を売り上げ、ヨーロッパでもミリオンセラーになったという。1974年の第2回FNS歌謡祭の特別賞を受賞した。
伊集加代子によるセルフカヴァー版（ヨーデル - トミー藤山 / 編曲 - 佐藤亘弘）も存在する。
2008年には、大橋のぞみがアルバム『ノンちゃん雲に乗る』でカバーした。

### エンディングテーマ
「まっててごらん」
作詞 - 岸田衿子 / 作曲 - 渡辺岳夫 / 編曲 - 松山祐士 / 歌 - 大杉久美子&ネリー・シュワルツ（ヨーデル）
『アタックNo.1』の主題歌収録時には大杉を厳しく指導した渡辺だが、本作品のレコーディング時には優しかったという。大杉はこの歌を皮切りに「世界名作劇場」において、『ペリーヌ物語』まで5作連続で数多くの主題歌・挿入歌（『母をたずねて三千里』以外は全て渡辺岳夫・松山祐士コンビが作・編曲）を歌うことになった。

### 挿入歌
「ユキとわたし」
作詞 - 岸田衿子 / 作曲 - 渡辺岳夫 / 編曲 - 松山祐士 / 歌 - 大杉久美子
ハイジ（杉山佳寿子）歌唱ヴァージョンも存在する。
「夕方の歌」
作詞 - 岸田衿子 / 作曲 - 渡辺岳夫 / 編曲 - 松山祐士 / 歌 - 大杉久美子
ハイジが大好きな樅の木をはじめとする、様々な木々の梢の動き、アルプスの山並みに映える陽光、ヤギたちを連れて帰る夕方の光景を歌い上げた作品。
テレビ用1コーラスも存在する。
「アルムの子守唄」
作詞 - 岸田衿子 / 作曲 - 渡辺岳夫 / 編曲 - 松山祐士 / 歌 - ネリー・シュワルツ
伊集加代子歌唱ヴァージョン（テレビ用1コーラス版とフルサイズ版）および、ネリー・シュワルツによるテレビ用1コーラス版も存在する。
「ペーターとわたし」
作詞 - 岸田衿子 / 作曲 - 渡辺岳夫 / 編曲 - 松山祐士 / 歌 - 大杉久美子

### 参考資料
テレビ漫画『アルプスの少女ハイジ』発売元 - 日本コロムビア（KKS-4098）

## 各話リスト
物語は大きく分けて第1話～第18話、第19話～第33話（フランクフルト編）、第34話～第52話の三部構成となっている。
| 話数   | 放送日        | サブタイトル           | 脚本     | 絵コンテ            | 演出助手   |
| ------ | ------------- | ---------------------- | -------- | ------------------- | ---------- |
| 第1話  | 1974年 1月6日 | アルムの山へ           | 吉田義昭 | （クレジットなし）  | 早川啓二   |
| 第2話  | 1月13日       | おじいさんの山小屋     | 吉田義昭 | （クレジットなし）  | 横田和善   |
| 第3話  | 1月20日       | 牧場で                 | 吉田義昭 | （クレジットなし）  | 早川啓二   |
| 第4話  | 1月27日       | もう一人の家族         | 吉田義昭 | 富野喜幸            | 横田和善   |
| 第5話  | 2月3日        | 燃えた手紙             | 吉田義昭 | 黒田昌郎            | 早川啓二   |
| 第6話  | 2月10日       | ひびけ口笛             | 吉田義昭 | 山崎修二            | 小園井常久 |
| 第7話  | 2月17日       | 樅の木の音             | 大川久男 | 富野喜幸            | 横田和善   |
| 第8話  | 2月24日       | ピッチーよどこへ       | 大川久男 | 山崎修二            | 早川啓二   |
| 第9話  | 3月3日        | 白銀のアルム           | 大川久男 | 黒田昌郎            | 小園井常久 |
| 第10話 | 3月10日       | おばあさんの家へ       | 大川久男 | 富野喜幸            | 横田和善   |
| 第11話 | 3月17日       | 吹雪の日に             | 大川久男 | 斎藤博              | 早川啓二   |
| 第12話 | 3月24日       | 春の音                 | 吉田義昭 | 黒田昌郎            | 横田和善   |
| 第13話 | 3月31日       | 再び牧場へ             | 吉田義昭 | 富野喜幸            | 早川啓二   |
| 第14話 | 4月7日        | 悲しいしらせ           | 吉田義昭 | 富野喜幸            | 小園井常久 |
| 第15話 | 4月14日       | ユキちゃん             | 吉田義昭 | 斉藤博              | 横田和善   |
| 第16話 | 4月21日       | デルフリ村             | 大川久男 | 黒田昌郎            | 早川啓二   |
| 第17話 | 4月28日       | 二人のお客さま         | 大川久男 | 池野文雄            | 小園井常久 |
| 第18話 | 5月5日        | 離ればなれに           | 大川久男 | 富野喜幸            | 横田和善   |
| 第19話 | 5月12日       | フランクフルトへ       | 大川久男 | 山崎修二            | 早川啓二   |
| 第20話 | 5月19日       | 新らしい生活           | 佐々木守 | 黒田昌郎            | 小園井常久 |
| 第21話 | 5月26日       | 自由に飛びたい         | 佐々木守 | 富野喜幸            | 横田和善   |
| 第22話 | 6月2日        | 遠いアルム             | 佐々木守 | 斉藤博              | 早川啓二   |
| 第23話 | 6月9日        | 大騒動                 | 吉田義昭 | 富野喜幸            | 小園井常久 |
| 第24話 | 6月16日       | 捨てられたミーちゃん   | 吉田義昭 | 黒田昌郎            | 横田和善   |
| 第25話 | 6月23日       | 白パン                 | 吉田義昭 | 斎藤博              | 早川啓二   |
| 第26話 | 6月30日       | ゼーゼマンさんのお帰り | 大川久男 | 斎藤博              | 小園井常久 |
| 第27話 | 7月7日        | おばあさま             | 佐々木守 | 富野喜幸            | 横田和善   |
| 第28話 | 7月14日       | 森へ行こう             | 佐々木守 | 山崎修二            | 早川啓二   |
| 第29話 | 7月21日       | ふたつのこころ         | 佐々木守 | 富野喜幸            | 小園井常久 |
| 第30話 | 7月28日       | お陽さまをつかまえたい | 佐々木守 | 斎藤博              | 横田和善   |
| 第31話 | 8月4日        | さようならおばあさま   | 佐々木守 | 奥田誠治 (永久機関) | 早川啓二   |
| 第32話 | 8月11日       | あらしの夜             | 佐々木守 | 山崎修二            | 小園井常久 |
| 第33話 | 8月18日       | ゆうれい騒動           | 佐々木守 | 富野喜幸            | 横田和善   |
| 第34話 | 8月25日       | なつかしの山へ         | 佐々木守 | 横田和善            | 早川啓二   |
| 第35話 | 9月1日        | アルムの星空           | 吉田義昭 | 黒田昌郎            | 小園井常久 |
| 第36話 | 9月8日        | そして牧場へ           | 吉田義昭 | 早川啓二            | 横田和善   |
| 第37話 | 9月15日       | 山羊のあかちゃん       | 大川久男 | 富野喜幸            | 早川啓二   |
| 第38話 | 9月22日       | 新しい家で             | 大川久男 | 山崎修二            | 横田和善   |
| 第39話 | 9月29日       | がんばれペーター       | 大川久男 | 奥田誠治            | 早川啓二   |
| 第40話 | 10月6日       | アルムへ行きたい       | 大川久男 | 富野喜幸            | 横田和善   |
| 第41話 | 10月13日      | お医者さまの約束       | 佐々木守 | 山崎修二            | 早川啓二   |
| 第42話 | 10月20日      | クララとの再会         | 佐々木守 | 富野喜幸            | 横田和善   |
| 第43話 | 10月27日      | クララの願い           | 佐々木守 | 奥田誠治            | 早川啓二   |
| 第44話 | 11月3日       | 小さな計画             | 佐々木守 | 富野喜幸            | 横田和善   |
| 第45話 | 11月10日      | 山の子たち             | 佐々木守 | 奥田誠治            | 早川啓二   |
| 第46話 | 11月17日      | クララのしあわせ       | 佐々木守 | 富野喜幸            | 横田和善   |
| 第47話 | 11月24日      | こんにちわおばあさま   | 佐々木守 | 山崎修二            | 早川啓二   |
| 第48話 | 12月1日       | 小さな希望             | 佐々木守 | 奥田誠治            | 横田和善   |
| 第49話 | 12月8日       | ひとつの誓い           | 佐々木守 | 富野喜幸            | 早川啓二   |
| 第50話 | 12月15日      | 立ってごらん           | 佐々木守 | 奥田誠治            | 横田和善   |
| 第51話 | 12月22日      | クララが歩いた         | 佐々木守 | 富野喜幸            | 早川啓二   |
| 第52話 | 12月29日      | また会う日まで         | 佐々木守 | 奥田誠治            | 横田和善   |

## 放送局
- フジテレビ（制作局）：日曜 19:30 - 20:00
- 北海道文化放送：日曜 19:30 - 20:00
- 青森放送：月曜 17:55 - 18:25
- 岩手放送：月曜 18:00 - 18:30[注 18]
- 秋田テレビ：日曜 19:30 - 20:00
- 山形テレビ：日曜 19:30 - 20:00
- 仙台放送：日曜 19:30 - 20:00
- 福島テレビ： 土曜 18:00 - 18:30
- 富山テレビ：日曜 19:30 - 20:00[30]
- 石川テレビ：日曜 19:30 - 20:00[30]
- 福井テレビ：日曜 19:30 - 20:00[30]
- 長野放送：日曜 19:30 - 20:00
- テレビ静岡：日曜 19:30 - 20:00
- 東海テレビ：日曜 19:30 - 20:00
- 関西テレビ：日曜 19:30 - 20:00
- 山陰中央テレビ：日曜 19:30 - 20:00
- 広島テレビ：土曜 18:00 - 18:30
- 山口放送：月曜18:00-18:30
- 西日本放送:月曜18:00-18:30
- 愛媛放送：日曜 19:30 - 20:00
- テレビ西日本：日曜 19:30 - 20:00

- テレビ長崎:土曜19:00-19:30
- サガテレビ：日曜 19:30 - 20:00
- テレビ熊本：日曜18:00-18:30(3月まで)→日曜19:30-20:00(4月の改編から)
- テレビ宮崎：水曜 19:00 - 19:30[31]
- 鹿児島テレビ：土曜 19:00 - 19:30[32]
- 沖縄テレビ：日曜 19:30 - 20:00

本作品の裏番組となった『宇宙戦艦ヤマト』は、それ故に視聴率獲得に苦労したことで知られるが、企画したのは本作品を企画した瑞鷹エンタープライズ株式会社に所属する西崎義展だった。企画を採用した讀賣テレビ放送株式会社により、日本テレビ系列で本作品と同曜同時間での放送が決まり、西崎義展は已む無く退社することとなったという。

## 海外での放送
日本国外では主題歌、及びBGMを差し替えの上で放送が行なわれており、特に代表的なのがドイツ版である。このドイツ版ではクリスチャン・ブルーンが作曲した新規の主題歌が使われており、女性デュオのジティ&エリカが歌唱を担当。フランス、イタリア等、ヨーロッパ圏の多くでも、このドイツ版の主題歌が使われ、各国語で歌唱されている。BGMは同じくドイツ版のゲルト・ヴィルデン作曲の音源が使われており、アルプホルン、ツィター、カウベル等、スイスゆかりの楽器が多用されている。また、ほとんどの曲目が同じテーマからの変奏となっている。フランクフルトのシーンでハイジとクララが歌う場面が何度かあるが、それらの音源も、やはり多くの国の版でドイツ語で歌われたものをそのまま使用している。
ドイツでの放送時はドイツの会社（タウラス・フィルム、ZDF）が作品のライセンス取得を行っており、独自に商品展開も行われていた。
その一方で、香港、韓国、スペインのように日本と同じ渡辺岳夫作曲の主題歌が使われている国も存在する。また、台湾では当初、台視メインチャンネルやカートゥーン ネットワーク等では、別の主題歌に差し替えて放送されていたが、2013年にMOMO親子台、TTVで放送されてからは、日本と同じ主題歌が使われるようになったというケースもある。
ハイジの故郷・スイスでは、2019年に至るまで公式な形での放送は行なわれていない。その理由については諸説あり、スイス公共放送協会のドイツ語放送広報担当者は「当時、国際共同制作していた実写版ハイジの放送と重なったからではないか」と推測している他、当時のスイスにおいて、アニメが低俗なものとみなされていたとの説もある。但しスイスではドイツやイタリア等、隣国のテレビ放送も映った事から、子供達はこれらの放送局を通して『ハイジ』を視聴していたという。

## 劇場版
本作品の劇場版は『東宝チャンピオンまつり』内で2本、放送終了後に制作された1本の、計3本が上映されている。『チャンピオンまつり』における『世界名作劇場』作品の上映は本作品が最後であり、以降は『東映まんがまつり』内での上映に移行することとなる。
アルプスの少女ハイジ
1974年3月21日公開。第4話「もう一人の家族」のブロー・アップ版。上映時間は25分。
同時上映は『ゴジラ対メカゴジラ』『新造人間キャシャーン』『ウルトラマンタロウ 血を吸う花は少女の精』『侍ジャイアンツ 殺生河原の決闘』『ハロー!フィンガー5』の計5本。
アルプスの少女ハイジ 山の子たち
1975年3月15日公開。第45話のブロー・アップ版。上映時間は25分。
同時上映は『メカゴジラの逆襲』『新八犬伝』『はじめ人間ギャートルズ』『サザエさん』『アグネスからの贈りもの』の計5本。

劇場版 アルプスの少女ハイジ
1979年3月17日公開。
テレビシリーズの総集編的な内容となっているが、ズイヨー映像解散後に企画・制作された作品であるため、キャストの一部が変更されている（登場人物の節も参照）他、宣伝に用いられた印刷物や書籍の絵も新たに描き直されるなど、テレビシリーズからの変更点も多く見受けられる。配給収入は6億円。
スタッフ
- 企画・制作：瑞鷹エンタープライズ
- 製作：高橋茂人
- 物語構成：松本功
- 脚本：吉田義昭、大川久男、佐々木守
- 撮影：トランスアーツ
- 原作：ヨハンナ・スピリ
- 画面設定：宮崎駿
- キャラクターデザイン：小田部羊一
- 音楽：渡辺岳夫
- 演出：高畑勲

## テレビCMなどへの利用
日本
- 1998年に春日井製菓のキャンディ菓子「ミルクの国」の外袋パッケージにハイジとペーターが登場。テレビCMも制作され、冒頭は本作品のオープニング映像を踏襲し、ハイジが「ミルクの国」を持って大きなブランコを漕ぐシーンとなっており、CM中でかかる曲はヨーデルのコーラスが入るものとなっていた。キャラクターの声優も本作品のそれに準じている。
- 2003年に放送された株式会社ツムラの入浴剤「バスクリン ナチュラルリラックス」のテレビCMは、株式会社博報堂が企画したもので、本作品のキャラクター設定に基づく形で実写映像化がなされている[40]。本作品での服装に扮した外国人を起用し、物語の舞台であるスイスにて撮影された[40]。CM中のナレーションは本作品でナレーションを担当していた沢田敏子が起用されている[40]。
- 日産自動車株式会社は、CGアニメクリエイターの文原聡による本作品のパロディ『低燃費少女ハイジ』を、2009年から小型車「ノート」のプロモーションに活用した[41]。
- 2009年11月から放映されているau（KDDI／沖縄セルラー電話）のテレビCM「ガンガントーク」（指定通話定額）篇では、土屋アンナのシャウトしたボーカルに合わせたのち、バックの巨大スクリーンにハイジの驚愕した顔（通称「バビョ〜ン顔」）が登場する。
- 2012年6月から家庭教師のトライのキャンペーンCMにて、ハイジのオープニングなどの作中映像や主題歌などが使われた（詳細は『教えて!トライさん』を参照）。
- 2012年8月から放送されたエースコックの『新スープはるさめ』CMで、本作品の実写化された。NEWハイジ役が朝丘雪路、NEWペーター役が速水もこみち、NEWクララ役が比嘉愛未。
- 2017年9月に発表された、日清食品「カップヌードル」のCMとして制作された短編作品では、本作品を翻案する形で、ハイジ・クララ・ペーターが現代日本の高校生として生活している様子を描いている。キャラクターデザインは窪之内英策が担当、ハイジを石井杏奈、クララを雨宮天、ペーターを神谷浩史がそれぞれ演じている[42]。

## 映像ソフト化
テレビシリーズの映像ソフトの発売元はバンダイビジュアル（バンダイメディア事業部）。本作品のビデオ・DVDの累計出荷本数は、2003年5月時点で約80万本を記録している。
- ビデオ（VHS）は1989年より全13巻（各巻4話収録）がリリースされた他、廉価版として全10巻（各巻5話（1・2巻のみ6話）収録）が1997年にリリースされた。
- DVDは1999年8月25日から11月25日にかけて、全13巻（各巻4話収録）が発売された他、リマスターDVD-BOXが2010年11月26日にリリースされている。後者にはVHS版やLD版などではカットされていた、「カルピスまんが劇場」の冠映像も収録。

瑞鷹エンタープライズが製作した総集編の「アルムの山」「ハイジとクララ」と、1979年公開の劇場版は、いずれも日本コロムビアからVHS・LD・DVDビデオが発売されている。

## 派生作品

### アルプスの少女「ハイジとクララ」
瑞鷹株式会社と株式会社エー・シー・エスが1999年に、櫻井美智代のキャラクター・デザインとするリブート『アルプスの少女「ハイジとクララ」』の企画を発表し、テレフォンカードや卓上カレンダーなどを配布したが、製作には至らなかった。

### 低燃費少女ハイジ
株式会社TBWA HAKUHODOが企画し、日産自動車株式会社が2009年に製作した本作品のパロディ。CGアニメーションは、文原聡が率いる株式会社studio crocodileが制作した。

### CGアニメHeidi
ベルギーのStudio 100が瑞鷹から権利を獲得し、2015年に3Dコンピュータグラフィックアニメ版が全39話制作された。東アジアでは韓国のテレビ局へ番組供給されているが日本では未放送。

### アルプスの少女?ちゃらおんじ
2016年8月より2017年9月まで、本作品のパロディショートアニメ（約10秒）として、フジテレビの情報番組『＃ハイ_ポール』内で放送。同番組の終了後も、2017年10月23日より同じフジテレビの深夜番組『プレミアの巣窟』内のコーナー枠に移動して放送を継続。サンクリエートLINEスタンプでアルムおんじをノリの軽いキャラにしたのが人気となり、アニメおよび関連グッズが瑞鷹およびサンクリエート、フジテレビの3社共同事業として展開された。
2017年には公式twitterにて、中部電力提供による『アルプスの少女ハイジ?ちゃらおんじZ』も配信された。
登場キャラクター（ちゃらおんじ）
ちゃらおんじ
見た目に反してノリが超軽いヒゲの人。
スイーツクララ
可愛いもの好きな自分、が大好きな腹黒ナルシスト。おんじの雇い主。
ハードボイルドヨーゼフ
サングラスをかけた大型犬。
きらきらペーター
少女漫画にいそうなシャイなイケメン。
ハイジ
おんじの親戚。顔には黒目線が入れられている。
YAGI（ヤギ）
おんじの合コン仲間。おんじの上司。
キャスト（ちゃらおんじ）
- 佐佐敏行
- 小林由美子
- 市来満
- 曽田祐司

スタッフ（ちゃらおんじ）
- 原作 - 『アルプスの少女ハイジ』（ZUIYO）
- 脚本 - 佐佐敏行、金栗英彦、星原圭裕、曽田祐司
- 音楽 - ☆Taku Takahashi（m-flo/block.fm）
- 演出 - 市来満
- 録音 - ポニーキャニオンエンタープライズ
- チーフプロデューサー - 佐佐敏行（フジテレビ）
- プロデューサー - 金栗英彦（フジテレビ）
- 企画協力 - 高橋茂美（瑞鷹）
- キャラクターデザイン - 寄本友輔（サンクリエート）
- 制作進行 - 星原圭裕（クリークアンドリバー）
- アニメーション制作 - 曽田祐司（モールスリー）
- 制作協力 - サンクリエート
- 制作著作 - フジテレビ

各話リスト（ちゃらおんじ）
| 話数 | サブタイトル                           | 放送日         |
| ---- | -------------------------------------- | -------------- |
| #001 | 『ないわー』編                         | 2016年 8月11日 |
| #002 | 『・・・』編                           | 2016年 8月11日 |
| #003 | 『ッしゃー！！！』編                   | 2016年 8月11日 |
| #004 | 『ホント、大丈夫！』編                 | 2016年 8月11日 |
| #005 | 『圧倒的無気力マン』編                 | 2016年 8月11日 |
| #006 | 『泣き顔なんか似合わないぞっと』編     | 8月18日        |
| #007 | 『マネージャーに確認しますわ』編       | 8月18日        |
| #008 | 『悲報 明日、月曜日』編                | 8月18日        |
| #009 | 『はいはいはい、わかってきたよー』編   | 8月18日        |
| #010 | 『わかる、わかるわー』編               | 8月18日        |
| #011 | 『イチキタ』編                         | 8月25日        |
| #012 | 『フロリダ』編                         | 8月25日        |
| #013 | 『やっちまいましたな、自分』編         | 8月25日        |
| #014 | 『通だわ』編                           | 8月25日        |
| #015 | 『今、家出ました』編                   | 8月25日        |
| #016 | 『十七歳の夏ッ！！』編                 | 9月1日         |
| #017 | 『ヨーゼフ 後ろ足パンチ！』編          | 9月1日         |
| #018 | 『ニホンゴムツカシイネ』編             | 9月1日         |
| #019 | 『逆にね』編                           | 9月1日         |
| #020 | 『よろすん』編                         | 9月1日         |
| #021 | 『やっちゃった・・・』編               | 9月8日         |
| #022 | 『ショナイで』編                       | 9月8日         |
| #023 | 『でたでたでましたぁ』編               | 9月8日         |
| #024 | 『NO 全然無理ス』編                    | 9月8日         |
| #025 | 『おまたせ』編                         | 9月8日         |
| #026 | 『あ”あ”ん』編                         | 9月15日        |
| #027 | 『つらたん』編                         | 9月15日        |
| #028 | 『ニホンゴムツカシイネ』編（再）       | 9月15日        |
| #029 | 『は？なにそれ？』編                   | 9月15日        |
| #030 | 『スタ連すまそ』編                     | 9月15日        |
| #031 | 『休みだ ひゃっぽう』編                | 10月13日       |
| #032 | 『ヤヴァイ』編                         | 10月13日       |
| #033 | 『アルム式土下座』編                   | 10月13日       |
| #034 | 『そっ閉じ』編                         | 10月13日       |
| #035 | 『りょ』編                             | 10月13日       |
| #036 | 『よくわからないけどいいじゃん』編     | 10月20日       |
| #037 | 『ショナイで』編（再）                 | 10月20日       |
| #038 | 『イチキタ』編（再）                   | 10月20日       |
| #039 | 『ひぃぃぃ～』編                       | 10月20日       |
| #040 | 『めんご、めんごー』編                 | 10月20日       |
| #041 | 『やなこった』編                       | 10月27日       |
| #042 | 『やっちまった』編                     | 10月27日       |
| #043 | 『ないない』編                         | 10月27日       |
| #044 | 『ヤヴァイ』編（再）                   | 10月27日       |
| #045 | 『Ha Ha Ha』編                         | 10月27日       |
| #046 | 『めちゃんこ あめってるん』編          | 11月3日        |
| #047 | 『スルースキル発動中』編               | 11月3日        |
| #048 | 『やなこった』編                       | 11月3日        |
| #049 | 『ういっ！』編                         | 11月3日        |
| #050 | 『マジ リスペクト』編                  | 11月3日        |
| #051 | 『ホントそれ！』編                     | 11月10日       |
| #052 | 『ずっとトモダチ！』編                 | 11月10日       |
| #053 | 『はよ！』編                           | 11月10日       |
| #054 | 『十七歳の夏ッ！！』編（再）           | 11月10日       |
| #055 | 『笑かしよる』編                       | 11月10日       |
| #056 | 『は？なにそれ？』編（再）             | 11月17日       |
| #057 | 『惚れてまうがな』編                   | 11月17日       |
| #058 | 『ショナイで』編（再）                 | 11月17日       |
| #059 | 『風呂リダ』編                         | 11月17日       |
| #060 | 『全アルムが泣いた』編                 | 11月17日       |
| #061 | 『やっちゃった・・・』編（再）         | 11月24日       |
| #062 | 『つらたん』編（再）                   | 11月24日       |
| #063 | 『やなこった』編                       | 11月24日       |
| #064 | 『ヨーゼフ 後ろ足パンチ！』編（再）    | 11月24日       |
| #065 | 『めんご、めんごー』編                 | 11月24日       |
| #066 | 『なんだと』編                         | 12月1日        |
| #067 | 『ないわー！』編（再）                 | 12月1日        |
| #068 | 『よくわからないけどいいじゃん！！』編 | 12月1日        |
| #069 | 『なるほど、わからん』編               | 12月1日        |
| #070 | 『マジリスペクト』編（再）             | 12月1日        |
| #071 | 『ないない』編（再）                   | 12月8日        |
| #072 | 『やっちゃった・・・』編               | 12月8日        |
| #073 | 『うまし！』編                         | 12月8日        |
| #074 | 『全然大丈夫！』編                     | 12月8日        |
| #075 | 『現実逃避（あそび）に行こうぜ！』編   | 12月8日        |
| #076 | 『まんどくせ オーケー、オーケー』編    | 12月15日       |
| #077 | 『ズーン』編                           | 12月15日       |
| #078 | 『ないわー』編                         | 12月15日       |
| #079 | 『センパイさすがっす』編               | 12月15日       |
| #080 | 『あ”あ”ん』編                         | 12月15日       |
| #081 | 『つらたん』編                         | 2017年 1月12日 |
| #082 | 『やめちゃえ』編                       | 2017年 1月12日 |
| #083 | 『通だわ』編（再）                     | 2017年 1月12日 |
| #084 | 『あらカワイイ（私が）』編             | 2017年 1月12日 |
| #085 | 『悲報 明日、月曜日』編（再）          | 2017年 1月12日 |
| #086 | 『あ”あ”ん』編                         | 1月19日        |
| #087 | 『やなこった』編                       | 1月19日        |
| #088 | 『しゃーなし』編                       | 1月19日        |
| #089 | 『飛んで行くぜ』編                     | 1月19日        |
| #090 | 『え～自分すっか？』編                 | 1月19日        |
| #091 | 『やっちまいましたな自分』編           | 1月26日        |
| #092 | 『やめちゃえ』編（再）                 | 1月26日        |
| #093 | 『ぐうかわぁ』編                       | 1月26日        |
| #094 | 『やばっ！やばっ！』編                 | 1月26日        |
| #095 | 『ないわー』編                         | 1月26日        |
| #096 | 『ヤヴァイ』編                         | 2月2日         |
| #097 | 『やっちまいましたな自分』編           | 2月2日         |
| #098 | 『テヘ』編                             | 2月2日         |
| #099 | 『ヨロシコ』編                         | 2月2日         |
| #100 | 『もう、ワンチャン』編                 | 2月2日         |
| #101 | 『これは既読しない気ね』編             | 2月9日         |
| #102 | 『2億%無理』編                         | 2月9日         |
| #103 | 『なんだと』編                         | 2月9日         |
| #104 | 『マジリスペクト』編                   | 2月9日         |
| #105 | 『そっ閉じ』編                         | 2月9日         |
| #106 | 『散歩に行かないか』編                 | 2月16日        |
| #107 | 『話が通じてない！』編                 | 2月16日        |
| #108 | 『もう、ワンチャン』編                 | 2月16日        |
| #109 | 『なるほど、わからん』編               | 2月16日        |
| #110 | 『今、向かっています』編               | 2月16日        |
| #111 | 『行けたら行くよ』編                   | 2月23日        |
| #112 | 『やめちゃえ』編                       | 2月23日        |
| #113 | 『あ”あ”ん』編                         | 2月23日        |
| #114 | 『自撮りっと』編                       | 2月23日        |
| #115 | 『ニホンゴムズカシイネ』編             | 2月23日        |
| #116 | 『やばっ！やばっ！』編                 | 3月2日         |
| #117 | 『あ”あ”ん』編                         | 3月2日         |
| #118 | 『その話、詳しく』編                   | 3月2日         |
| #119 | 『ぽつねん』編                         | 3月2日         |
| #120 | 『圧倒的無気力マン』編                 | 3月2日         |
| #121 | 『ちょま！！！』編                     | 3月9日         |
| #122 | 『僕を信じて』編                       | 3月9日         |
| #123 | 『あ”あ”ん』編                         | 3月9日         |
| #124 | 『ホントそれ！』編                     | 3月9日         |
| #125 | 『ズーン』編                           | 3月9日         |
| #126 | 『てへ』編                             | 3月16日        |
| #127 | 『現実逃避（あそび）に行こうぜ』編     | 3月16日        |
| #128 | 『っしゃー！！！』編                   | 3月16日        |
| #129 | 『どやぁぁぁ』編                       | 3月16日        |
| #130 | 『とりまやってみるわ』編               | 3月16日        |

### アルプスの老人ハイジのおじいさん
2024年12月18日よりYouTubeスキマノアニメで配信のスピンオフショートコントアニメ。アルプスの少女ハイジとWebアニメ『そろ谷のアニメっち』のコラボで全員が関西弁でボケとツッコミを応酬する。
キャスト
- 全員 - 藤原直樹×藤原直樹

スタッフ
- 原作 - 『アルプスの少女ハイジ』
- 監督・脚本・編集 - そろ谷
- アニメーション制作 - DLE

各話リスト
| 話数 | サブタイトル                                         | 配信日          |
| ---- | ---------------------------------------------------- | --------------- |
| 1話  | ハイジが迷惑系ユーチューバーとしてデビューしてくる   | 2024年 12月18日 |
| 2話  | ハイジが勝手に無加工のクララをSNSにアップしてくる    | 12月25日        |
| 3話  | ヨーゼフの犬語をイヤな翻訳してくるハイジ             | 2025年 1月8日   |
| 4話  | ヤギを逃がしたくせに他人のせいにするペーター         | 1月15日         |
| 5話  | アルプスの大草原を壊して商業施設を誘致するハイジ     | 1月22日         |
| 6話  | ハイジが勝手におじいさんでマッチングアプリを登録     | 1月29日         |
| 7話  | クララが裏アカでハイジの悪口を言ってくる             | 2月5日          |
| 8話  | ヤギの中に「八木」というおっさんを混ぜてくるペーター | 2月12日         |
| 9話  | クララがおじいさんにだけ嫌悪感を露わにしてくる       | 2月19日         |
| 10話 | ペーターが中二病をこじらせてくる                     | 2月26日         |
| 11話 | クララがギャル化してくる                             | 3月5日          |
| 12話 | ハイジがあこぎな商売で金儲けしてくる                 | 3月12日         |

## その他の展開
ハイジクラブ
株式会社サンクリエートによる公式グッズ等の小売窓口。通信販売のほか、実店舗を2001年に池袋（西池袋一丁目）に開業し、その後も2006年に秋葉原（神田練塀町）、2009年には両国（両国二丁目）に移転して営業を継続していたが、2020年に閉店している。また、2016年には軽井沢（軽井沢町）に期間限定で「ハイジクラブ in 軽井沢」を開設した。
このハイジクラブ以外にも、下記「ハイジの村」内の「ハイジのテーマ館」などを始め、不定期的にテレビシリーズの原画などの展覧会による催事出店や、ファッションビル・駅ビルへのポップアップストア形態でのグッズ販売が行われている。
アルプスの少女ハイジ展 〜その作り手たちの仕事〜
2005年5月から2006年5月まで、三鷹の森ジブリ美術館にて開催された特設展。本作品にも場面設定・画面構成として参加した宮崎駿が、当時を振り返る形で詳細な解説を行った。
山梨県立フラワーセンター ハイジの村
山梨県北杜市にある本作品のテーマパーク。1998年に県内花卉生産の振興に資するための県立フラワーセンターとして開園したが、管理を受託した株式会社桔梗屋により、2006年に「ハイジの村」として再開園した。
ユングフラウ鉄道
スイスのユングフラウ三山に至る登山鉄道「ユングフラウ鉄道」を運行するJungfraubahn AGは、同鉄道の全線開通100周年記念行事の一環として、2011年4月から2012年末まで、杉山佳寿子によるハイジの声で日本語の車内アナウンスを流した。
HEIDI'S GARDEN
株式会社桔梗屋は、レストランを中核とする複合施設「HEIDI'S GARDEN」を山梨県南都留郡富士河口湖町に整備し、2012年7月6日に本格開業した。食材の一部は自社農園（株式会社ハイジの野菜畑）が生産している。施設の一角には「アルプスの少女ハイジグッズショップ河口湖店」が置かれ、株式会社サンクリエートも同店をオフィシャル・ショップの一つとしていた。施設名称は、「ハイジズフラワーガーデン」を経て、2020年07月28日からは「桔梗屋河口湖フラワーガーデン」として営業している。
カフェHEIDI
山梨県甲州市にある中央自動車道の釈迦堂パーキングエリア上り線施設の運営を受託した株式会社桔梗屋は、同施設を2013年7月13日に再開業した際に、そのスナックコーナーの呼称を「カフェHEIDI」とした。株式会社サンクリエートも同店を、オフィシャル・ショップの一つとしていた。
スパ&レストランホテル クララ館
山梨県北杜市にある「山梨県立フラワーセンター ハイジの村」に隣接する北杜市営の温泉宿泊施設「明野ふるさと太陽館」の運営を受託した株式会社桔梗屋は、同施設を「スパ&レストランホテル クララ館」として2014年4月18日に再開業した。株式会社サンクリエートも同施設を、オフィシャル・ショップの一つとしていた。
ハイジの楽しい山小屋
栃木県那須郡那須町にある観光牧場「那須りんどう湖レイクビュー」を運営する那須興業株式会社は、2016年に同牧場内に期間限定のアトラクション施設「ハイジの楽しい山小屋」を設置した。株式会社サンクリエートも同施設を、オフィシャル・ショップの一つとしていた。
オマージュ
2019年上半期の連続テレビ小説『なつぞら』において、主人公の奥原なつら「マコプロダクション」が手掛けたアニメ『大草原の少女ソラ』が、本作品からのオマージュではないかとする見解が呈されている。
「日本のハイジ」展
2019年7月17日から10月13日にかけて、チューリッヒのスイス国立博物館で開催された。世界的に見て、『ハイジ』の図像学的イメージのかなりの部分までを本作品に由来するもので占められているという実情から、ハンス・ビャーネ・トムセンが発案し、展示品は日本ハイジ児童文学研究会が保管する桜井利和コレクションが利用された。制作チームによるスイス「ロケハン」記録写真から、アニメの原画、関連グッズなどが展示されており、原作の舞台となったスイスで公式に本作品が紹介されるのは初となる。展覧会のポスターはキャラクターデザイン・作画監督を務めた小田部羊一の描き下ろしによるもので、小田部と担当プロデューサーの中島順三は会期中の同年8月に、スイス国立博物館で開かれたハイジ・シンポジウムへの参加や、ロケハンで訪れたグラウビュンデン州マイエンフェルトへの再訪も行っている。

## 脚註

### 註釈
1. ↑  ズイヨー映像株式会社は、カルピスまんが劇場では本作品並びに本作品の前作となる『山ねずみロッキーチャック』の制作を担った[1]。
2. ↑  原書は『Heidis Lehr- und Wanderjahre』及び『Heidi kann brauchen, was es gelernt hat』の2書で、直訳すると「ハイジの修行時代と遍歴時代」及び「ハイジは習ったことを使うことができる」となる[4]。本作品の原作には、この2書を合冊し野上彌生子が和訳した『ハイジ』が用いられた[5][6]。
3. ↑  日本テレビジョン株式会社（TCJ）は日本国最古のテレビ・プロダクションの一つで、そのアニメーション制作部門が独立したのが株式会社エイケンの前身となる株式会社テイ・シー・ジェー動画センターである[7][8]。
4. ↑  株式会社テイ・シー・ジェー動画センターは、1973年に商号を株式会社エイケンに改め、現在に至る[8]。
5. ↑  パイロット版のキャラクターデザインは、当時新人だった芦田豊雄が担当しており、ハイジのヘアスタイルが長い三つ編みであるなどの相違点が存在する。このパイロット版は、後に株式会社テイ・シー・ジェー動画センター[注 4]の制作として株式会社サングラフから8ミリ映画として発売され、また「エイケンTVアニメ主題歌大全集」（東映ビデオ）のLDとDVDのボーナストラックに、他のエイケン制作のパイロット作品（『ケネディ騎士団』や『なるへそくん』など）と共に収録されている。このほか、雑誌『アニメージュ』の1981年12月号にも、「パイロットフィルム特集」の一つとして取り上げられた。
6. ↑  高橋茂人は、本作品の制作以前となる日本テレビジョン株式会社[注 3]在籍時の1967年にも、「ハイジ」のパイロット版[注 5]を制作している[6]
7. ↑  現地調査は、1973年7月16日から同月25日までの10日間の旅程で実施された[6][10]。本作品に先立ち、高畑・宮崎・小田部によって1971年に制作が進められた『長くつ下のピッピ』（原作者の許諾が下りず頓挫）でも、アニメ化許諾交渉に赴く藤岡豊に宮崎駿が同行した例があったが、現地調査だけを目的にスタッフを派遣したのは、日本国のアニメーション制作では初めてのことだった[6][11]。
8. 1 2  スペインでの初回放送時には、放送を大人も見やすい時間帯に変えてほしいという抗議デモが起こったという[12]。
9. ↑  インドのみ、2001年にアニメ専門チャンネル『カートゥーン ネットワーク』で英語吹き替え放送されたことがある。台湾でも同チャンネルで放送されたが、他のチャンネルとは吹き替え声優が異なる。
10. ↑  「ハ(8)イ(1)ジ(2)」の語呂合わせ。
11. ↑  そのためアルムおんじへの用件がペーターに託される場面も多い。
12. ↑  11歳の頃、5歳のハイジと出会う。
13. ↑  このエピソードは本作品オリジナル。
14. ↑  12歳の頃、8歳のハイジと出会う。
15. ↑  純丘曜彰は、（1）ロッテンマイヤー女史（Fräulein Rottenmeier）は下級貴族の娘であろう（2）ロッテンマイヤー女史はゼーゼマン家で家政を統べるグヴェルナント（gouvernante。「家庭教師」や「家政婦」や「女中頭」といった和訳は不正確で、「家代」と訳すべき）を無給で務めている（3）ゼーゼマン家におけるロッテンマイヤー女史は、同家の使用人の身分ではなく、客人の身分であり、ゼーゼマンから対等の身分と扱われている、と述べている[19]。
16. ↑  宮崎駿によると、この大きなブランコは前出の『長くつ下のピッピ』の際に作った設定を再登場させたものである[22]。
17. 1 2 3  2008年12月3日発売の限定盤2枚組サウンドトラック（RBCS-1087）に初収録。同アルバムには、主題歌・挿入歌全曲のインスト版も初収録となったほか、OP・EDのスペイン語ヴァージョンもボーナス・トラックとして収録された。
18. ↑  岩手県にはフジテレビ系列局（後の岩手めんこいテレビ）がなく、岩手放送株式会社（TBS系列）が遅れネットで本番組を放送したが、一方で株式会社テレビ岩手（日本テレビ系列）が裏番組として日曜19時台前半のアニメ（『マジンガーZ』→『グレートマジンガー』）を遅れネットしていたため、フジテレビ制作のアニメ番組同士での潰し合いとなっていた。
19. ↑  日本テレビ系とフジテレビ系をクロスネットとしていた地域では、本番組と同番組のいずれかが遅れネット（新潟県・広島県・長崎県・鹿児島県など）または系列外局への放映譲渡（同番組をTBS系列局での放送とした熊本県など）となったため、両番組を重複せずに視聴できた。
20. ↑  	ズイヨー映像作品では『小さなバイキングビッケ』、『みつばちマーヤの冒険』に制作企業として参加。
21. ↑  株式会社エー・シー・エスは、杉本直樹を代表者とする名古屋市の法人[44]。
22. ↑  エプソン販売株式会社は、インクジェット・プリンタ「PM-800C」のプロモーションとして、『アルプスの少女「ハイジとクララ」』のイラストを用いた卓上カレンダーなどを配布した[45]。
23. ↑  同じサブタイトルは、話数表記以外は同内容。
24. 1 2 3 4 5  最後の1コマ以外は「#096」と同内容。
25. ↑  池袋のハイジクラブは、メトロポリタンプラザビルに入居していた。
26. ↑  秋葉原のハイジクラブには、カフェが併設されていた[51]。
27. ↑  両国のハイジクラブは、株式会社サンクリエートが入居するビルの一角に設けられてい、利用には先ず内線電話で社員を呼び出す必要があった[52]。
28. ↑  那須りんどう湖レイクビューは、2020年に那須高原りんどう湖ファミリー牧場に改称している[67]。
29. ↑  ハンス・ビャーネ・トムセンはチューリッヒ大学哲学部東アジア芸術史学科長で、2019年5月に旭日小綬章を受章している[71]。